# Marathon van Nagoya 2013
De marathon van Nagoya 2013 werd gelopen op zondag 10 maart 2013. Het was de 34e editie van deze marathon. Het evenement heeft de status IAAF Gold Label Road Race. Alleen vrouwelijke elitelopers mochten aan de wedstrijd deelnemen. In totaal gingen er 698 vrouwen van start.
De Japanse Ryoko Kizaki kwam als eerste over de streep in 2:23.34.

## Uitslagen
| rang   | naam              | land | tijd    |
| ------ | ----------------- | ---- | ------- |
| Goud   | Ryoko Kizaki      | JPN  | 2:23.34 |
| Zilver | Birhane Dibaba    | ETH  | 2:23.51 |
| Brons  | Mizuki Noguchi    | JPN  | 2:24.05 |
| 4      | Jeļena Prokopčuka | LAT  | 2:25.46 |
| 5      | Eri Hayakawa      | JPN  | 2:26.17 |
| 6      | Mestawet Tufa     | ETH  | 2:26.20 |
| 7      | Yoko Miyauchi     | JPN  | 2:27.17 |
| 8      | Genet Getaneh     | ETH  | 2:28.08 |
| 9      | Asami Kato        | JPN  | 2:30.26 |
| 10     | Misato Horie      | JPN  | 2:30.52 |
| 11     | Asami Furuse      | JPN  | 2:30.57 |
| 12     | Nicole Chapple    | AUS  | 2:32.31 |
| 13     | Hiroko Yoshitomi  | JPN  | 2:32.43 |
| 14     | Chizuru Ideta     | JPN  | 2:32.50 |
| 15     | Kumi Ogura        | JPN  | 2:34.01 |
| 16     | Shino Saito       | JPN  | 2:35.47 |
| 17     | Akane Mutazaki    | JPN  | 2:37.14 |
| 18     | Sumiko Suzuki     | JPN  | 2:38.06 |
| 19     | Tomomi Higuchi    | JPN  | 2:39.22 |
| 20     | Mai Tanabe        | JPN  | 2:40.21 |
| 21     | Megumi Kanetomo   | JPN  | 2:41.26 |
| 22     | Miki Oka          | JPN  | 2:42.23 |
| 23     | Mariko Asato      | JPN  | 2:44.11 |
| 24     | Sayaka Yamaguchi  | JPN  | 2:45.54 |
| 25     | Saori Kawai       | JPN  | 2:47.33 |

1984 ·
1985 ·
1986 ·
1987 ·
1988 ·
1989 ·
1990 ·
1991 ·
1992 ·
1993 ·
1994 ·
1995 ·
1996 ·
1997 ·
1998 ·
1999 ·
2000 ·
2001 ·
2002 ·
2003 ·
2004 ·
2005 ·
2006 ·
2007 ·
2008 ·
2009 ·
2010 ·
2011 ·
2012 ·
2013 ·
2014 ·
2015 ·
2016 ·
2017